# Segments
Segments ist ein Jazzalbum von Geri Allen, Charlie Haden und Paul Motian. Die am 6., 7. und 8. April 1989 im Sound Ideas Studio, New York City, entstandenen Aufnahmen erschienen 1989 auf dem japanischen Label DIW Records.

## Hintergrund
Segments war das zweite Album, das in der Zusammenarbeit des Bassisten Charlie Haden und des Schlagzeugers Paul Motian mit der Pianistin Geri Allen entstand. Das Trio spielte neben zwei Evergreens – dem Harry-Warren-Song You’ll Never Know von 1943 und I’m All Smiles, einem Musical-Song aus The Yearling (1965) – Titel von Ornette Coleman, Charlie Parker und Eigenkompositionen der Triomitglieder. Hadens La Pasionaria stammte aus dem Repertoire von dessen Liberation Music Orchestra (veröffentlicht auf dem Album Ballad of the Fallen, ECM 1983).

## Titelliste
- Geri Allen, Charlie Haden, Paul Motian – Segments (DIW-833)[1]
  1. Law Years (Ornette Coleman) 5:46
  2. You’ll Never Know (Harry Warren) 5:00
  3. Marmaduke (Charlie Parker) 4:42
  4. Cabala / Drum Music (Paul Motian) 7:39
  5. Home (Paul Motian) 1:30
  6. I’m All Smiles (Michael Leonard) 6:02
  7. Segment (Charlie Parker) 4:26
  8. La Pasionaria (Charlie Haden) 9:25
  9. Rain (Geri Allen) 3:35

## Rezeption
Jack Fuller lobte 1991 in der Chicago Tribune: „Was für ein fein ausbalanciertes Trio. Die junge Pianistin Geri Allen passt gut zu ihren beiden erfahrenen Sidemen Paul Motian am Schlagzeug und Charlie Haden am Bass. Die Musik, die sie machen, ist wie die des Modern Jazz Quartet ziemlich raffiniert und sogar abstrakt. Aber schön, schön.“
Heather Phares verlieh dem Album in AllMusic vier Sterne und erwähnte, zu dieser Zeit sei das Trio häufig aufgetreten und habe auch aufgenommen, und die gemeinsame Energie, die sie dabei teilten, sei auf diesem Album spürbar. Neben Originalstücken hätten sie intelligente, einzigartige Versionen von Ornette Colemans Law Years, Charlie Parkers Marmaduke und Segment sowie die Standards I’m All Smiles und You’ll Never Know eingespielt.
Richard Cook und Brian Morton schrieben in 1993 in der zweiten Auflage des Penguin Guide to Jazz, Segments sei gegenüber dem Vorgängeralbum Etudes keineswegs eine Enttäuschung, obwohl es an der unmittelbaren Wirkung des früheren Sets mangele. Es sei jedoch sicherlich eine poliertere und professionellere Performance eines Trios, das schnell den Status „gefragt“ erlangt hatte. Zu den Höhepunkten des Albums zählen die Autoren die beiden Charlie-Parker-Nummern Marmaduke und Segment, ein selten gespieltes Stück des Saxophonisten von 1949.